# Agelaea pentagyna
Agelaea pentagyna là một loài thực vật có hoa trong họ Connaraceae. Loài này được (Lam.) Baill. mô tả khoa học đầu tiên năm 1882.